# Sunny Suljic
Sunny Suljic (Roswell, 10 agosto 2005) è un attore e skater statunitense di origini bosniache e russe.
È principalmente noto per il ruolo di Atreus nella serie di videogiochi di Santa Monica Studio God of War e God of War Ragnarok, con il quale ha ottenuto una candidatura per la miglior performance ai The Game Awards ed ai British Academy Video Games Awards. È inoltre noto per la pellicola Mid90s, diretta da Jonah Hill.

## Filmografia

### Attore

#### Cinema
- 1915, regia di Garin Hovannisian e Alec Mouhibian (2015)
- The Unspoken, regia di Sheldon Wilson (2015)
- Il sacrificio del cervo sacro (The Killing of a Sacred Deer), regia di Yorgos Lanthimos (2017)
- Summer of 17, regia di Mikey Alfred (2017)
- Don't Worry (Don't Worry, He Won't Get Far on Foot), regia di Gus Van Sant (2018)
- Il mistero della casa del tempo (The House with a Clock in Its Walls), regia di Eli Roth (2018)
- Mid90s, regia di Jonah Hill (2018)
- Qualcuno salvi il Natale 2 (The Christmas Chronicles 2), regia di Chris Columbus (2020)
- North Hollywood, regia di Mikey Alfred  (2021)
- Lurker, regia di Alex Russell (2025)

#### Televisione
- Criminal Minds – serie TV, episodio 9x19 (2014)
- Shady Neighbors, regia di Peter Lauer – film TV (2016)
- Level Up Norge – serie TV, episodio 8x23 (2018)

#### Cortometraggi
- Ruined, regia di Aleshia Cowser (2013)

### Doppiatore
- God of War – videogioco (2018)
- God of War Ragnarök – videogioco (2022)

## Riconoscimenti
- British Academy Video Games Awards
  - 2019 – Candidatura per la miglior performance per God of War
  - 2023 – Candidatura per la miglior performance protagonista per God of War Ragnarok[3]

- Critics' Choice Awards
  - 2019 – Candidatura per il miglior giovane interprete per Mid90s[4]
- The Game Awards
  - 2022 – Candidatura per la miglior performance per God of War Ragnarok[5]

## Doppiatori italiani
Nelle versioni in italiano delle opere in cui ha recitato, Sunny Suljic è stato doppiato da:
- Alessandro Carloni ne Il sacrificio del cervo sacro
- Diego Follega ne Il mistero della casa del tempo
- Emanuele Suarez in Qualcuno salvi il Natale 2

Da doppiatore è sostituito da:
- Leonardo Della Bianca in God of War, God of War Ragnarök